# Musteloidea
I musteloidi (Musteloidea Fischer, 1817) sono una superfamiglia di mammiferi carnivori i cui membri condividono caratteristiche simili del cranio e dei denti. I musteloidei condividono un antenato comune con i pinnipedi, il gruppo che comprende le foche.
I musteloidei raggruppano le famiglie degli Ailuridi (panda minore), dei Mustelidi (donnole, lontre, martore e tassi), dei Procionidi (procioni, coati, cercoletti, olingo, olinguito, bassarischi del Nordamerica e del Centroamerica) e dei Mefitidi (moffette e tassi fetidi).
In America settentrionale, Ursoidei e Musteloidei fecero la loro comparsa nel Cadroniano (Eocene superiore). In Europa, invece, giunsero nell'Oligocene inferiore, immediatamente dopo la Grande Coupure.
Il cladogramma seguente si basa sulla filogenesi molecolare di sei generi effettuata da Flynn (2005):
|  | Mephitidae (moffette)                                                                             |
|  |                                                                                                   |
|  | \| \| Procyonidae (procioni e simili) \| \| \| \| \| \| Mustelidae (donnole e simili) \| \| \| \| |
|  |                                                                                                   |
|  | Procyonidae (procioni e simili)                                                                   |
|  |                                                                                                   |
|  | Mustelidae (donnole e simili)                                                                     |
|  |                                                                                                   |

|  | Procyonidae (procioni e simili) |
|  |                                 |
|  | Mustelidae (donnole e simili)   |
|  |                                 |

|  | Mephitidae (moffette)                                                                             |
|  |                                                                                                   |
|  | \| \| Procyonidae (procioni e simili) \| \| \| \| \| \| Mustelidae (donnole e simili) \| \| \| \| |
|  |                                                                                                   |
|  | Procyonidae (procioni e simili)                                                                   |
|  |                                                                                                   |
|  | Mustelidae (donnole e simili)                                                                     |
|  |                                                                                                   |

|  | Procyonidae (procioni e simili) |
|  |                                 |
|  | Mustelidae (donnole e simili)   |
|  |                                 |

|  | Mephitidae (moffette)                                                                             |
|  |                                                                                                   |
|  | \| \| Procyonidae (procioni e simili) \| \| \| \| \| \| Mustelidae (donnole e simili) \| \| \| \| |
|  |                                                                                                   |
|  | Procyonidae (procioni e simili)                                                                   |
|  |                                                                                                   |
|  | Mustelidae (donnole e simili)                                                                     |
|  |                                                                                                   |

|  | Procyonidae (procioni e simili) |
|  |                                 |
|  | Mustelidae (donnole e simili)   |
|  |                                 |

|  | Mephitidae (moffette)                                                                             |
|  |                                                                                                   |
|  | \| \| Procyonidae (procioni e simili) \| \| \| \| \| \| Mustelidae (donnole e simili) \| \| \| \| |
|  |                                                                                                   |
|  | Procyonidae (procioni e simili)                                                                   |
|  |                                                                                                   |
|  | Mustelidae (donnole e simili)                                                                     |
|  |                                                                                                   |

|  | Procyonidae (procioni e simili) |
|  |                                 |
|  | Mustelidae (donnole e simili)   |
|  |                                 |

|  | Mephitidae (moffette)                                                                             |
|  |                                                                                                   |
|  | \| \| Procyonidae (procioni e simili) \| \| \| \| \| \| Mustelidae (donnole e simili) \| \| \| \| |
|  |                                                                                                   |
|  | Procyonidae (procioni e simili)                                                                   |
|  |                                                                                                   |
|  | Mustelidae (donnole e simili)                                                                     |
|  |                                                                                                   |

|  | Procyonidae (procioni e simili) |
|  |                                 |
|  | Mustelidae (donnole e simili)   |
|  |                                 |

|  | Mephitidae (moffette)                                                                             |
|  |                                                                                                   |
|  | \| \| Procyonidae (procioni e simili) \| \| \| \| \| \| Mustelidae (donnole e simili) \| \| \| \| |
|  |                                                                                                   |
|  | Procyonidae (procioni e simili)                                                                   |
|  |                                                                                                   |
|  | Mustelidae (donnole e simili)                                                                     |
|  |                                                                                                   |

|  | Procyonidae (procioni e simili) |
|  |                                 |
|  | Mustelidae (donnole e simili)   |
|  |                                 |

|  | Mephitidae (moffette)                                                                             |
|  |                                                                                                   |
|  | \| \| Procyonidae (procioni e simili) \| \| \| \| \| \| Mustelidae (donnole e simili) \| \| \| \| |
|  |                                                                                                   |
|  | Procyonidae (procioni e simili)                                                                   |
|  |                                                                                                   |
|  | Mustelidae (donnole e simili)                                                                     |
|  |                                                                                                   |

|  | Procyonidae (procioni e simili) |
|  |                                 |
|  | Mustelidae (donnole e simili)   |
|  |                                 |

|  | Mephitidae (moffette)                                                                             |
|  |                                                                                                   |
|  | \| \| Procyonidae (procioni e simili) \| \| \| \| \| \| Mustelidae (donnole e simili) \| \| \| \| |
|  |                                                                                                   |
|  | Procyonidae (procioni e simili)                                                                   |
|  |                                                                                                   |
|  | Mustelidae (donnole e simili)                                                                     |
|  |                                                                                                   |

|  | Procyonidae (procioni e simili) |
|  |                                 |
|  | Mustelidae (donnole e simili)   |
|  |                                 |

|  | Mephitidae (moffette)                                                                             |
|  |                                                                                                   |
|  | \| \| Procyonidae (procioni e simili) \| \| \| \| \| \| Mustelidae (donnole e simili) \| \| \| \| |
|  |                                                                                                   |
|  | Procyonidae (procioni e simili)                                                                   |
|  |                                                                                                   |
|  | Mustelidae (donnole e simili)                                                                     |
|  |                                                                                                   |

|  | Procyonidae (procioni e simili) |
|  |                                 |
|  | Mustelidae (donnole e simili)   |
|  |                                 |

|  | Mephitidae (moffette)                                                                             |
|  |                                                                                                   |
|  | \| \| Procyonidae (procioni e simili) \| \| \| \| \| \| Mustelidae (donnole e simili) \| \| \| \| |
|  |                                                                                                   |
|  | Procyonidae (procioni e simili)                                                                   |
|  |                                                                                                   |
|  | Mustelidae (donnole e simili)                                                                     |
|  |                                                                                                   |

|  | Procyonidae (procioni e simili) |
|  |                                 |
|  | Mustelidae (donnole e simili)   |
|  |                                 |

|  | Mephitidae (moffette)                                                                             |
|  |                                                                                                   |
|  | \| \| Procyonidae (procioni e simili) \| \| \| \| \| \| Mustelidae (donnole e simili) \| \| \| \| |
|  |                                                                                                   |
|  | Procyonidae (procioni e simili)                                                                   |
|  |                                                                                                   |
|  | Mustelidae (donnole e simili)                                                                     |
|  |                                                                                                   |

|  | Procyonidae (procioni e simili) |
|  |                                 |
|  | Mustelidae (donnole e simili)   |
|  |                                 |

|  | Mephitidae (moffette)                                                                             |
|  |                                                                                                   |
|  | \| \| Procyonidae (procioni e simili) \| \| \| \| \| \| Mustelidae (donnole e simili) \| \| \| \| |
|  |                                                                                                   |
|  | Procyonidae (procioni e simili)                                                                   |
|  |                                                                                                   |
|  | Mustelidae (donnole e simili)                                                                     |
|  |                                                                                                   |

|  | Procyonidae (procioni e simili) |
|  |                                 |
|  | Mustelidae (donnole e simili)   |
|  |                                 |

|  | Mephitidae (moffette)                                                                             |
|  |                                                                                                   |
|  | \| \| Procyonidae (procioni e simili) \| \| \| \| \| \| Mustelidae (donnole e simili) \| \| \| \| |
|  |                                                                                                   |
|  | Procyonidae (procioni e simili)                                                                   |
|  |                                                                                                   |
|  | Mustelidae (donnole e simili)                                                                     |
|  |                                                                                                   |

|  | Procyonidae (procioni e simili) |
|  |                                 |
|  | Mustelidae (donnole e simili)   |
|  |                                 |

|  | Mephitidae (moffette)                                                                             |
|  |                                                                                                   |
|  | \| \| Procyonidae (procioni e simili) \| \| \| \| \| \| Mustelidae (donnole e simili) \| \| \| \| |
|  |                                                                                                   |
|  | Procyonidae (procioni e simili)                                                                   |
|  |                                                                                                   |
|  | Mustelidae (donnole e simili)                                                                     |
|  |                                                                                                   |

|  | Procyonidae (procioni e simili) |
|  |                                 |
|  | Mustelidae (donnole e simili)   |
|  |                                 |

|  | Mephitidae (moffette)                                                                             |
|  |                                                                                                   |
|  | \| \| Procyonidae (procioni e simili) \| \| \| \| \| \| Mustelidae (donnole e simili) \| \| \| \| |
|  |                                                                                                   |
|  | Procyonidae (procioni e simili)                                                                   |
|  |                                                                                                   |
|  | Mustelidae (donnole e simili)                                                                     |
|  |                                                                                                   |

|  | Procyonidae (procioni e simili) |
|  |                                 |
|  | Mustelidae (donnole e simili)   |
|  |                                 |

|  | Mephitidae (moffette)                                                                             |
|  |                                                                                                   |
|  | \| \| Procyonidae (procioni e simili) \| \| \| \| \| \| Mustelidae (donnole e simili) \| \| \| \| |
|  |                                                                                                   |
|  | Procyonidae (procioni e simili)                                                                   |
|  |                                                                                                   |
|  | Mustelidae (donnole e simili)                                                                     |
|  |                                                                                                   |

|  | Procyonidae (procioni e simili) |
|  |                                 |
|  | Mustelidae (donnole e simili)   |
|  |                                 |